# 南桂寺 (大阪市)
南桂寺（なんけいじ）は大阪府大阪市福島区海老江にある真宗大谷派の仏教寺院。南桂寺オフィシャルHP

## 歴史
海老江の地名が文献に現れるのは、『細川両家記』に「信長天王寺より中島天満の森へ陣替候也。先陣衆は敵近く海老江堤田中に、陣屋懸けられ候也。」とあるのが初見とされるが、『石山本願寺日記』（西本願寺蔵）の天文5年（1536年）4月10日の条に、本願寺の門徒衆団中島五ヶ所の衆として、海老江、野里、三番、大和田、幣島の名を挙げ、海老江に有力な門徒衆が居たことが知られる。
- 明応年間（1492年～1500年）、定専坊（大阪市東淀川区）浄賢（楠木正盛の嫡男）のすすめにより、海老江の真宗の門徒が中心となって海老江惣道場が創立したと伝える。
- 元亀元年（1570年）の石山合戦では三好三人衆が野田・福島に砦を築き、織田信長は海老江に布陣。海老江の同行が大いに悩まし、中津川堤防決壊で信長の本陣は水没し、野田・福島の囲みを解いて京都へ引きあげている（野田・福島の戦い）。
- 慶長7年（1602年）、本願寺の東西分立では門徒の総意により教如上人に従い、東本願寺に所属し、今日に至っている。
- 明暦3年（1657年）9月12日、本堂を建立し、南桂寺の寺号と、木仏尊像の安置を許された。この年、定専坊とは縁が切れる。
- 天和2年（1682年）に、東本願寺末寺の定専坊（大阪市中央区）が創建され、明治初年に定専坊が廃寺されるまで関係が続いた。
- 天明5年（1785年）、本堂修復。
- 安政2年（1855年）、本堂・庫裡を修復。
- 明治33年（1900年）5月、鼓楼に代わって鐘楼堂を建立。
- 明治43年（1910年）9月再建。
- 大正14年（1925年）、大徳寺山門を模して山門を建立。
- 昭和20年（1945年）6月26日の大阪大空襲で被災。
- 昭和25年（1950年）、戦時供出された梵鐘を新鋳
- 昭和41年（1966年）5月21日、本堂修復
- 昭和58年（1983年）4月3日、経蔵建立。
- 平成7年（1995年）1月17日、阪神・淡路大震災で本堂が半壊。
- 平成9年（1997年）4月20日、本堂修復。[1]

## 歴代住職
意専－道覚－戒静－安翁－知圓－恵林－勧応－諦実－廣開－秀道－浄恵－慧源－祐益－諦了－諦玄－彰誠－圓淳－諦曉（現住）

## 境内
- 経蔵
- 鐘楼
- 大銀杏
- 郭公塚　明治3年（1870年）4月建立
- 青々先生碑　昭和36年（1956年）建立

## 関連
- 八坂神社
- 野田城

## 交通アクセス
- JR東西線海老江駅より、北に徒歩7分
- 阪神野田駅、もしくは 地下鉄野田阪神駅より、北西に徒歩9分